# Move Your Car
Move Your Car  är en sång och en singel lanserad av det svenska skatepunkbandet Millencolin från deras album "Life on a Plate" från 1995. Singelskivan lanserades 1996 och B-sidorna fanns med på samlingsalbumet "The Melancholy Collection" från 1999. Videon till "Move Your Car" är inspelad i Högbyn som ligger i Fagersta, Västmanland.

## Låtlista
1. "Move Your Car"
2. "Entrance at Rudebrook"
3. "An Elf And His Zippo"

## Listplaceringar
| Lista (1996) | Topplacering |
| ------------ | ------------ |
| Sverige      | 9            |